# ایلار هالاسته
ایلار هالاسته (استونیایی: Illar Hallaste; ۶ مهٔ ۱۹۵۹ – ۲۷ اکتبر ۲۰۱۲) کشیش، سیاستمدار و نماینده مجلس اهل استونی بود.